# Ред Клиф (Колорадо)
Ред Клиф (енгл. Red Cliff) град је у америчкој савезној држави Колорадо.

## Демографија
По попису из 2010. године број становника је 267, што је 22 (-7,6%) становника мање него 2000. године.
| Група             | 2000.       | 2010.       |
| Белци             | 104 (36,0%) | 163 (61,0%) |
| Афроамериканци    | 2 (0,7%)    | 3 (1,1%)    |
| Азијати           | 0 (0,0%)    | 0 (0,0%)    |
| Хиспаноамериканци | 179 (61,9%) | 101 (37,8%) |
| Укупно            | 289         | 267         |